# Luis Tirado Alcalá
Luis Tirado Alcalá (Venezuela, 6 de octubre de 1926 - siglo XXI) es un militar venezolano vinculado a la dictadura de Marcos Pérez Jiménez, conocido por haber sido el delator y cómplice del asesinato del capitán Wilfrido Omaña. 

## Biografía
Tirado egresó como subteniente de la Academia Militar de Venezuela en la Promoción “José Antonio Anzoátegui” el año 1948, con el puesto de Mérito 42/69. Tenía el rango de teniente en 1953. Participa en reuniones conspirativas con el capitán Wilfrido Omaña, cuando decide traicionarlo notificándole al teniente coronel Félix Román Moreno. Coordinó con funcionarios de la Dirección de Seguridad Nacional y prepara una emboscada para capturar al capitán (Ej.) Omaña, la noche del 24 de febrero de 1953, donde resulta muerto el oficial rebelde. Ascendido a Capitán y nombrado Ayudante del Coronel Carlos Pulido Barreto pues nadie lo quería en el ejército de Venezuela por la traición a los conspiradores.  
Detenido en 1958 y  llevado a juicio. Sentenciado a presidio por 4 años, 9 meses y 18 días por ser cómplice en el homicidio del Capitán  Omaña, quedó en libertad pues para el momento de la sentencia en abril de 1963, ya había cumplido la pena.  Dado de baja del Ejército.  El año 2009, aún vivía en Los Teques, estado Miranda.